# Epagoge (chi bướm)
Epagoge là một chi bướm đêm thuộc phân họ Tortricinae của họ Tortricidae.

## Các loài
- Epagoge conspersana Diakonoff, 1953
- Epagoge grotiana (Fabricius, 1781)
- Epagoge melanatma (Meyrick, 1908)
- Epagoge mellosa Diakonoff, 1951
- Epagoge metacentra (Meyrick, 1918)
- Epagoge occidentalis Diakonoff, 1948
- Epagoge vulgaris (Meyrick, 1921)
- Epagoge xanthomitra Diakonoff, 1941